# Georges Antoine (compositeur)
Pour les articles homonymes, voir Georges Antoine et Antoine.
Georges Antoine, né le 28 avril 1892 à Liège et mort le 15 novembre 1918 à Saint-Michel, Bruges, est un compositeur belge. Son nom est inscrit au Panthéon dans la liste des 560 écrivains morts pour la France.

## Biographie
Son père Eugène, ancien élève d'Étienne Soubre, est maître de chapelle de la cathédrale et joue donc le rôle de compositeur de la musique sacrée de Liège.
Georges Antoine est l'aîné d'une famille de trois enfants et devient orphelin de père à l'âge de 15 ans[réf. nécessaire]. Il commence des études au Conservatoire royal de Liège de 1902 à 1913 sous la direction de Sylvain Dupuis. Il obtient le 1er prix de solfège en 1906, le 1er prix d'harmonie en 1910, le 1er prix de piano en 1912 et les 1ers prix de musique de chambre et de fugue en 1913[réf. nécessaire].
Quand il éclate la Première Guerre mondiale en 1914, il s'engage dans l'armée belge. Il combat près d'Anvers et à la bataille de l'Yser. Malade, il est évacué. À sa sorti de l'hôpital, il va s'installer en Bretagne et donne des leçons de piano pour gagner un peu d'argent. Rappelé quelques mois plus tard en 1916, on l'envoie au camp de convalescence du Ruchard. En mai 1917, il est envoyé comme cantinier au camp de Parigné-l'Évêque.
Il écrit des chroniques dans Les Cahiers du front, une revue littéraire et d'art fondée par son ami Marcel Paquot en 1918.
Revenu au front, il entre avec les troupes de libération dans la ville de Bruges où il meurt de la grippe espagnole le 15 novembre 1918.

## Œuvres
Il compose de nombreuses mélodies ainsi que les œuvres :
- Concerto pour piano (1914)
- Vendange, pour voix et orchestre (1914)
- Sonate pour violon et piano (1915)
- Quatuor avec piano (1916)
- Veillée d'armes, poème symphonique (1918)

## Discographie
- Georges Antoine, Quatuor et sonate, Oxalys, Shirly Laub, Elisabeth Smalt, Amy Norrington, Jean-Claude Vanden Eynden. Musique en Wallonie (MEW1473)[5]